# Rhipidarctia punctulata
Rhipidarctia punctulata är en fjärilsart som beskrevs av Sergius G. Kiriakoff 1963. Rhipidarctia punctulata ingår i släktet Rhipidarctia och familjen björnspinnare. Inga underarter finns listade.